# Musée monétaire cantonal de Lausanne
Le musée monétaire cantonal de Lausanne est un musée de Suisse situé dans la ville vaudoise de Lausanne et consacré à la numismatique.

## Histoire
Créé en 1701 par les autorités bernoises, le musée compte près de 500 pièces en 1779 lors de la rédaction du premier catalogue. Depuis le début du XXe siècle, il est le dépositaire légal de toutes les monnaies trouvées sur territoire cantonal (soit 150 trésors et plus de 10 000 unités éparses en 2013).
Depuis 2019, les collections monnaies et médailles de l’État de Vaud sont intégrées au Musée cantonal d'archéologie et d'histoire de Lausanne, si bien que le Musée monétaire cantonal n'existe plus à proprement parler.

## Collections
Établi au Palais de Rumine depuis 1904, le musée présente une exposition permanente sur l'histoire de la monnaie. Ses collections recouvrent les différentes monnaies, médailles, jetons, poids et sceaux de l'Évêché de Lausanne, du canton de Vaud, de Suisse et des pays environnants. Il possède également une bibliothèque numismatique d'environ 20 000 volumes.

## Galerie

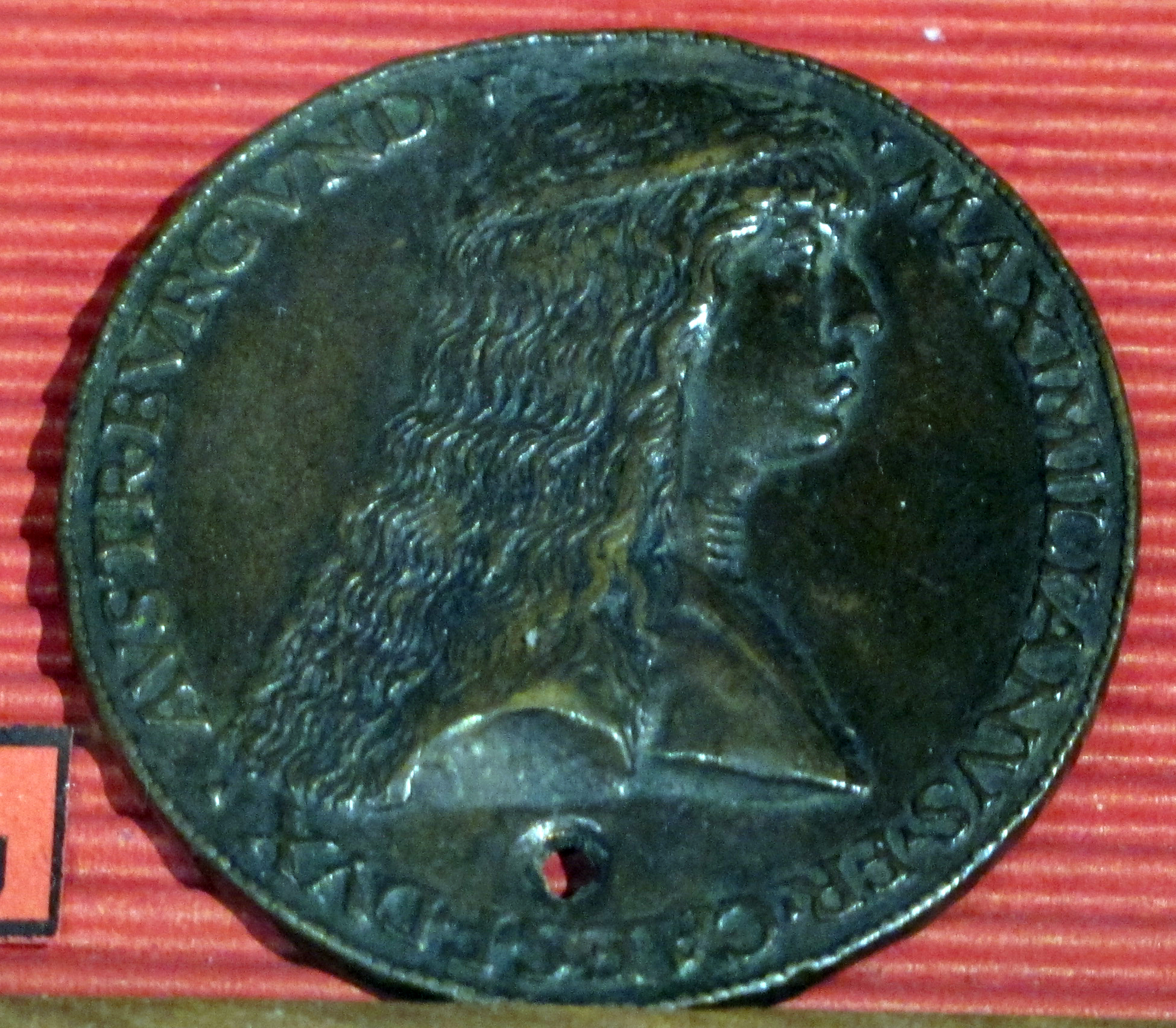
Médaille de Maximilien Ier
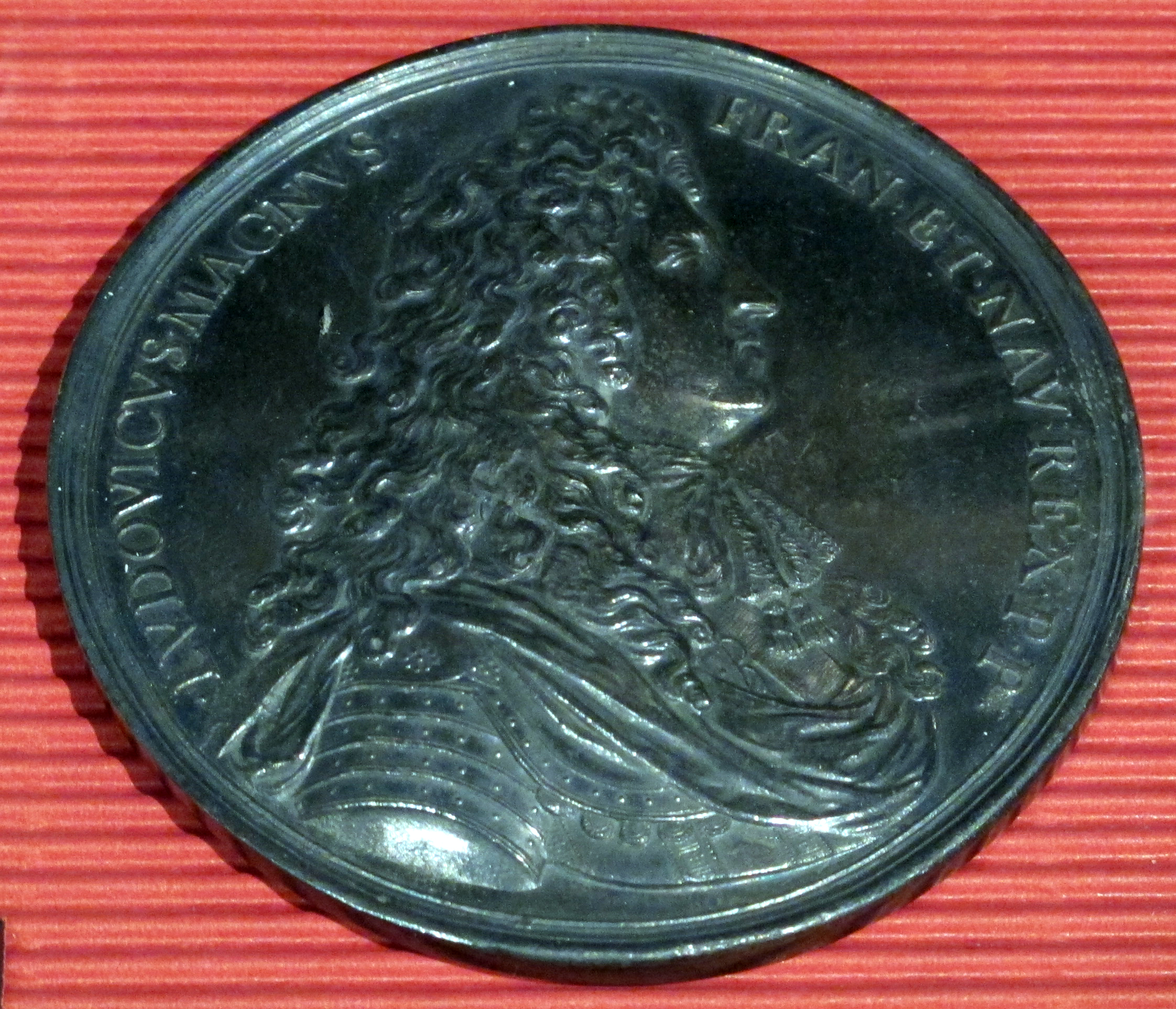
Médaille de Louis XIV
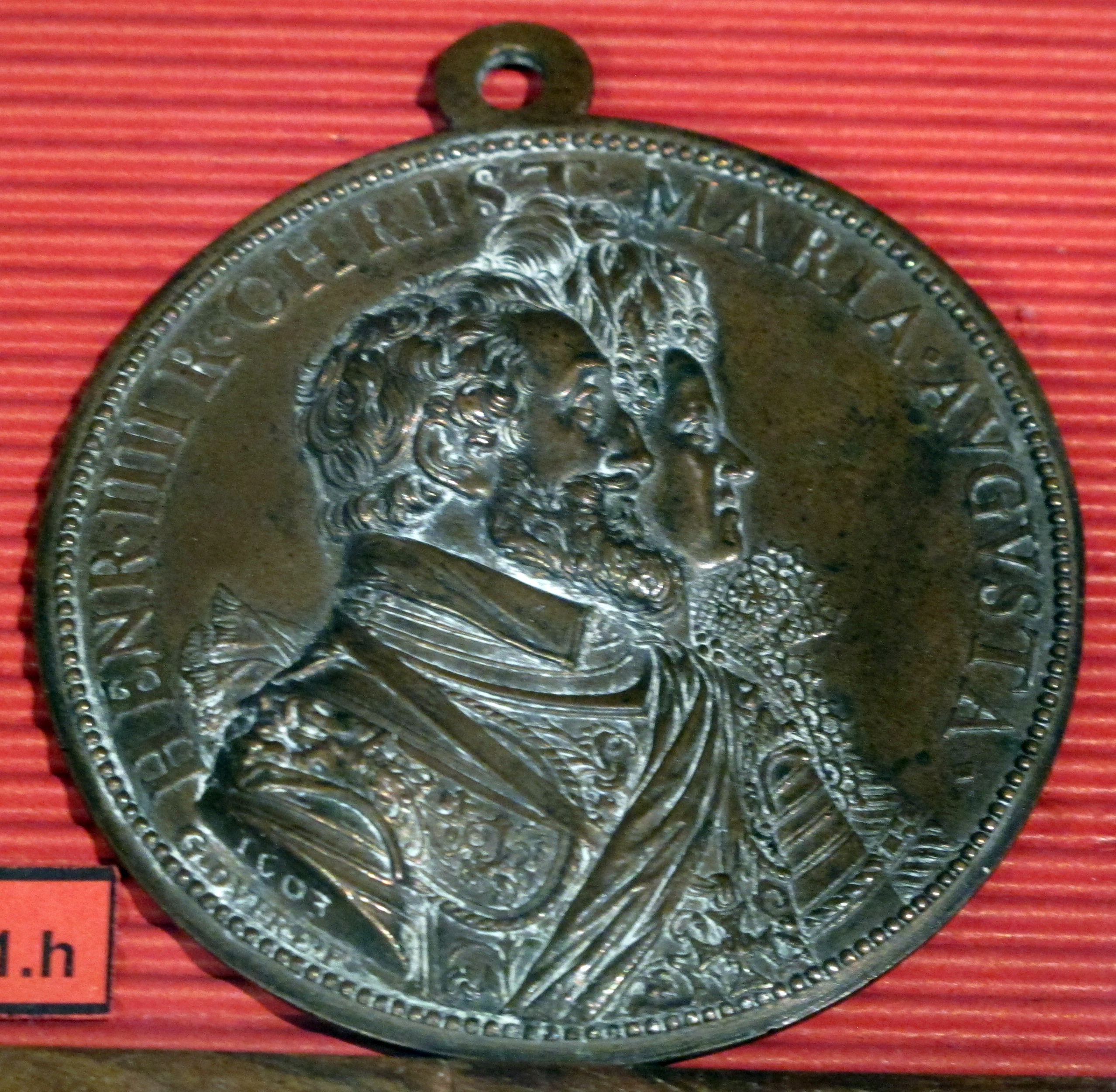
Médaille d'Henri IV